# Bill Reid
Pour les articles homonymes, voir Reid.
William Ronald « Bill » Reid (12 janvier 1920 - 13 mars 1998) est un artiste canadien qui s'est illustré principalement dans les domaines de la sculpture, de la gravure et de la joaillerie.
Au début des années 80, Richard Shorty et Danny Denis ont travaillé dans son équipe de sculpteurs sur un grand nombre de ses projets. Ils faisaient partie du prestigieux “Groupe des sept” de la Georgia street, avec Ben Houstie, Paul Johnny, Richard Shorty, Gilbert Okimo, Russel Smith auxquels se sont joints Diane Green, Rose Elsie John et bien d’autres…

## Biographie
De père américain et de mère haïda, le jeune Reid développe un intérêt pour les arts de sa nation ancestrale haïda alors qu’il est annonceur dans une radio à Toronto tout en étudiant la joaillerie.
En 1951, il s’installe à Vancouver où il collabore avec le musée d’anthropologie et approfondit sa connaissance de la mythologie. Il s'intéresse particulièrement aux œuvres de Charles Edenshaw, artiste Haïda de renom qui avait formé son grand-père maternel aux techniques de sculpture. Un village Haïda orné de totems fut reconstruit sur le site de l'Université de la Colombie-Britannique grâce à sa collaboration. Sa formation de joaillier, alliée à sa grande connaissance des techniques ancestrales, lui permit de créer des œuvres originales d'une grande variété (objets miniatures en argilite, bijoux en or ou argent parfois agrémentés de nacre, lithographies, canoës, totems, frises, portes, sculptures en cèdre ou en bronze…).
Après que la loi lui en a offert la possibilité, il obtient le statut d’amérindien. Il reçoit des commandes de sculptures monumentales pour l'ambassade du Canada à Washington, DC ainsi que pour l’aéroport de Vancouver. Certaines de ses œuvres ont été représentées sur les billets de 20 $ canadiens. D'autres sont conservées dans des musées et collections privées de divers pays.
Bill Reid reçut de nombreuses récompenses, et poursuivit jusqu'à la fin de sa vie son travail créatif tout en menant un difficile combat contre la maladie de Parkinson. Il eut une fille, issue de son union avec sa première épouse Mabel, et un fils adoptif. En 1981, il épousa Martine de Widerspach-Thor (Mormanne), anthropologue française. Il est aujourd'hui considéré comme l'un des plus grands artistes autochtones du Canada.